# Sân vận động Quốc vương Abdullah II
Sân vận động Quốc vương Abdullah II (tiếng Ả Rập: ملعب الملك عبد الله الثاني) là một sân vận động đa năng ở Amman, Jordan. Sân hiện đang được sử dụng chủ yếu cho các trận đấu bóng đá. Sân vận động có sức chứa 13.000 người. Kiến trúc sư của sân là Michael KC Cheah.

## Các trận đấu bóng đá quốc tế
| Ngày                 | Giải đấu         | Đội tuyển | Kết quả | Đội tuyển |
| -------------------- | ---------------- | --------- | ------- | --------- |
| 6 tháng 9 năm 2018   | Giao hữu quốc tế | Jordan    | 0–1     | Liban     |
| 11 tháng 9 năm 2018  | Giao hữu quốc tế | Jordan    | 0–0     | Oman      |
| 17 tháng 11 năm 2018 | Giao hữu quốc tế | Jordan    | 2–1     | Ấn Độ     |